# 光復行動
光復香港，光復行動，最早由香港本土派領袖之一陳云根（城邦論 作者）發起，後期泛指有本土主義傾向的香港人針對香港水貨客問題，中國大陸自由行問題等涉及的中港矛盾，由下而上發起的一連串抗爭行为，維護本土香港人的權益。
事件令兩地以至國際社會關注香港主權移交問題，而行動的最終促使了中共機關報批評，並迫使中國政府實施一周一行。

## 過程

### 導火線
多年來，香港如同其他旅遊國家一樣，一直受中國遊客不文明行為影響，
平衡進出口問題（水貨客問題）在中國政府、特區政府、建制派的「包容」（實為縱容）下，愈來愈多閒雜人參與其中，最後情況可定性為「失控」。很多北方來客成為不速之客，把香港市場上必需品物資搶購一空，以供走私；水貨客侵佔香港主要的行人路，甚至在馬路上「分贓」，影響正常道路使用者，並經常隨處棄置垃圾（常有包裝盒），產生聲浪。此種經濟戰、污染和噪音，已嚴重影響當地人民生，改變香港人生活方式。
雨傘革命結束後，旺角一直出現「鳩嗚團」，即聲稱購物的流動聚眾示威。2014年12月下旬，上水一間拉麵店因不滿大批水貨客佔用店外街道作執貨區，發起「抗水貨客，撐拉麵店」行動。當鳩嗚團有可能進入上水之時，香港警察亦加入戰團，先手驅散水貨客。此外，本土派人士採用這種運動模式發起本行動。食物環境衞生署（下稱：食環署）也加入亂戰。

### 發展
由於食環署主管環境衛生，介入事件並檢控違法人士，有個案指中國水貨客被檢控後向公職人員動粗。部份光復人士向水貨客進行過多種行為：包圍作戰、引發罵戰、攻擊水貨客的貨物或旅行喼等。香港警察介入並試圖作有限度的維持秩序，令當時很多人很混亂，有在場人士用「戰爭」、「暴動」形容情況。
- 光復上水站
- 光復元朗
- 光復屯門
- 捍衛沙田
- 遊覽完上水去屯門

- 光復上水
- 光復東涌

2019年，隨着反對逃犯條例修訂草案運動的展開，有市民提倡以民生議題為主軸，以爭取強調「和理非」的反送中人士，甚至是「藍絲」（撐警人士）支持。第一個相關行動為7月6日「光復屯門行動」，前往屯門公園驅逐被指騷擾行人和有傷風化的內地「大媽」。並以「勿摸活家禽」等口號諷刺她們的舞蹈低俗不雅，影響香港市容，亦有壞社會倫理。。行動亦如之前的遊行示威般引發警民衝突。
其後，網民及北區水貨客關注組於7月13日發起「光復上水」反水貨客遊行，要求政府正視水貨客問題及取消一周一行。事件再次引發多次警民衝突。有示威者佔據馬路和包圍藥房，亦有示威者向警方投擲雜物和鐵枝。警方以胡椒噴霧及警棍驅趕。事件造成多名警員、示威者及記者受傷。行動中亦有多宗警員懷疑濫用警權事件，包括毆打示威者、襲擊記者、阻礙採訪等。大部分示威者於警方晚上清場行動前散去。
- 光復屯門公園
- 光復上水
- 光復元朗

### 影響
- 事件令親中的香港服務業界[11]即時受到明顯的經濟打擊。2015年3月下旬，商務及經濟發展局的蘇錦樑局長表示，該示威行動令大陸客數字由升轉跌。2015年年初一至初七與2014年同期相比下跌4.3%，個人遊更跌8.6%；3月，大陸客總人次跌了13%，個人遊跌幅接近19%。有報道指香港的藥房會現結業潮，《東張西望》反指，專做自由行生意的藥房的確會受嚴重影響，但做街坊生意的店舖則可站得住腳[12]。
- 親政府聲音認為，事件會損害香港在「國際上的好客形象」。中國大陸網民借機辱罵香港人；有自由行聲言不會再去香港。政府開始推出政策回應該行動，如將一簽多行改為一周一行。[13][14]

## 組織
香港本土化運動組織
：
- 香港復興會
- 香港民族陣綫
- 科大行動
- 勇武前綫
- 學生動源
- 熱血公民
- 本土民主前線
- 香港自治行動 (組織)等。

## 相關
- 香港行人專用區
- 廣場舞
- 維權運動
- 保護主義
- 香港城邦自治
- 香港獨立運動
- 廣東道驅蝗行動

## 外部網站
- [ 北區水貨客關注組的Facebook - https://zh-hk.facebook.com/NPDICG/ ]